# NGC 6813
NGC 6813 (другое обозначение — SG 3.148) — эмиссионная туманность в созвездии Лисичка.
Этот объект входит в число перечисленных в оригинальной редакции «Нового общего каталога».